# Louis Hayward
Louis Hayward (Johannesburg, Sud-àfrica (llavors colònia britànica), 19 de març de 1909 − Palm Springs, Estats Units, 21 de febrer de 1985) va ser un actor britànic, de nom Louis Charles Hayward.

## Biografia
Louis Hayward debuta al cinema el 1932, al Regne Unit, on col·labora en alguns films britànics, abans de treballar en americans a partir de 1935, quan s'instal·la definitivament als Estats Units., fins a un últim rodatge el 1973. Destacar el "primer paper" (de fet doble, el de Lluís XIV i del seu germà bessó) a The Man in the Iron Mask. el 1939, que serà seguit per Lady in the Iron Mask el 1952, on interpreta aquesta vegada D'Artagnan. Serà igualment, dues vegades, Simon Templar, anomenat el Sant, el 1938 (primera aparició del personatge a la pantalla), després el 1953, o encara el Capità Blood el 1950 i 1952. Destacar també el seu paper d'Edmond Dantès, àlies el Comte de Monte-Cristo, el 1946, i del fill d'aquest, anteriorment el 1940.
Durant la Segona Guerra Mundial, s'incorpora al cos americà dels marins (USMC) i participa així, a la campanya del Pacífic, a la batalla de Tarawa, amb el grau de capità, portant una unitat especial encarregada de filmar les operacions. Al final, és el realitzador (no surt als crèdits) del curtmetratge documental en color With the Marines at Tarawa (1944) que serà premiat amb un Oscar, Hayward obté per la seva part la condecoració militar Bronze Star.
Per a la televisió, apareix en un telefilm el 1958 i participa en algunes sèries entre 1952 i 1974 (la seva última aparició en una pantalla).
Al teatre, treballa en obres de teatre a Anglaterra, així com a Broadway (una sola vegada, el 1935).
Té dedicades dues estrelles al Passeig de la Fama de Hollywood al Hollywood Boulevard, l'una per a la seva contribució al cinema, l'altre per a la seva contribució a la televisió.

## Filmografia

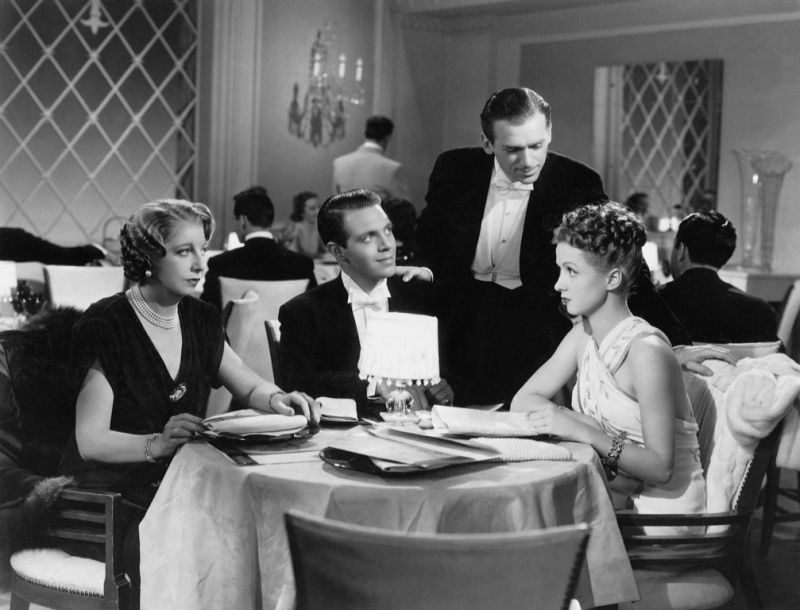
Altra vista de The Rage in Paris (1938)
D'esquerra a dreta: Helen Broderick, Louis Hayward, Douglas Fairbanks Jr. i Danielle Darrieux

### Cinema
Com a actor, excepte menció contrària
- 1932: Self Made Lady de George King
- 1933: The Thirteenth Candle de John Daumery
- 1935: The Flame Within d'Edmund Goulding
- 1936: Trouble for Two, de J. Walter Ruben
- 1936: Anthony Adverse de Mervyn LeRoy
- 1936: The Luckiest Girl in the World d'Edward Buzzell
- 1937: The Woman I Love d'Anatole Litvak
- 1938: Dones condemnades (Condemned Women) de Lew Landers
- 1938: The Saint in New York de Ben Holmes
- 1938: The Rage in Paris de Henry Koster
- 1938: El duc de West Point (The Duke of West Point) d'Alfred E. Green
- 1939: L'home de la màscara de ferro (The Man in the Iron Mask) de James Whale
- 1940: Balla, noia, balla (Dance, Girl, Dance) de Dorothy Arzner
- 1940: El fill de Monte Cristo (The Son of Monte Cristo) de Rowland V. Lee
- 1940: Fill meu! (My Son, My Son!) de Charles Vidor
- 1941: Ladies in Retirement de Charles Vidor
- 1944: With the Marines at Tarawa (curt documental, director, no surt als crèdits)
- 1945: Deu negrets (And then there were none) de René Clair
- 1946: Young Widow d'Edwin L. Marin
- 1946: The Strange Woman d'Edgar G. Ulmer
- 1946: The Return of Monte Cristo de Henry Levin
- 1947: Repeat Performance d'Alfred L. Werker
- 1948: Ruthless d'Edgar G. Ulmer
- 1948: The Black Arrow de Gordon Douglas
- 1948: Walk a Crooked Mile de Gordon Douglas
- 1949: I pirati di Capri o Pirates of Capri) de Giuseppe Maria Scotese i Edgar G. Ulmer (co-producció italo-estatunidenca)
- 1950: House by the River de Fritz Lang
- 1950: Les aventures del capità Blood (Fortunes of the Captain Blood) de Gordon Douglas
- 1952: Lady in the Iron Mask de Ralph Murphy
- 1952: Captain Pirate de Ralph Murphy
- 1953: The Saint's Return (o The Saint's Girl Friday) de Seymour Friedman
- 1954: Duffy of San Quentin de Walter Doniger
- 1956: The Search for Bridey Murphy de Noel Langley
- 1967: The Christmas Kid de Sidney W. Pink
- 1967: Chuka de Gordon Douglas
- 1973: Terror in the Wax Museum de Georg Fenady

### Televisió
Sèries o telefilms
- 1954: The Lone Wolf, 39 episodis de 30 minuts
- 1958: The Highwayman, Telefilm de Robert Day
- 1962: Suspicion (The Alfred Hitchcock Hour), Temporada 1, episodi 10, Day of Reckoning de Jerry Hopper
- 1964: Rawhide, Temporada 7, episodi 9, The Blackshooter de Herschel Daugherty
- 1965: Burke's Law, Temporada 2, episodi 30, Who killed the Jackpot? de Richard Kinon
- 1974: The Magician, Temporada 1, episodi 19, The Illusions of the Lethal Playthings

## Teatre
Selecció
- 1927-1928: Dracula de Hamilton Deane (a Southampton)
- 1930-1931: The Church Mouse de Benn W. Levy, amb Gerald du Maurier, Ralph Truman (a Londres)
- 1933-1934: Conversation Piece de (i posada en escena per) Noël Coward, amb Pierre Fresnay, Yvonne Printemps, George Sanders, Heather Thatcher, Noël Coward (a Londres)
- 1935: Point Valaine de (i posada en escena per) Noël Coward, amb Lynn Fontanne, Alfred Lunt, Philip Tonge (a Broadway)

## Premis i nominacions
- 1944: Oscar al millor curt documental per With the Marines at Tarawa